# Basílica de Sant Climent del Laterà
La basílica de Sant Climent és un complex d'edificis a Roma (Itàlia) centrats al voltant d'una església catòlica dedicada al papa Climent I. El lloc és notable per ser un registre arqueològic de la història religiosa, política i arquitectònica de Roma de principis de l'era cristiana fins a l'edat mitjana.

## Història
L'antiga església va ser transformada al llarg dels segles des d'una casa privada que era el lloc de veneració cristiana clandestina al segle I fins a una gran basílica pública al segle VI, reflectint la creixent legitimació i poder d'emergent església catòlica.

### Edificis romans

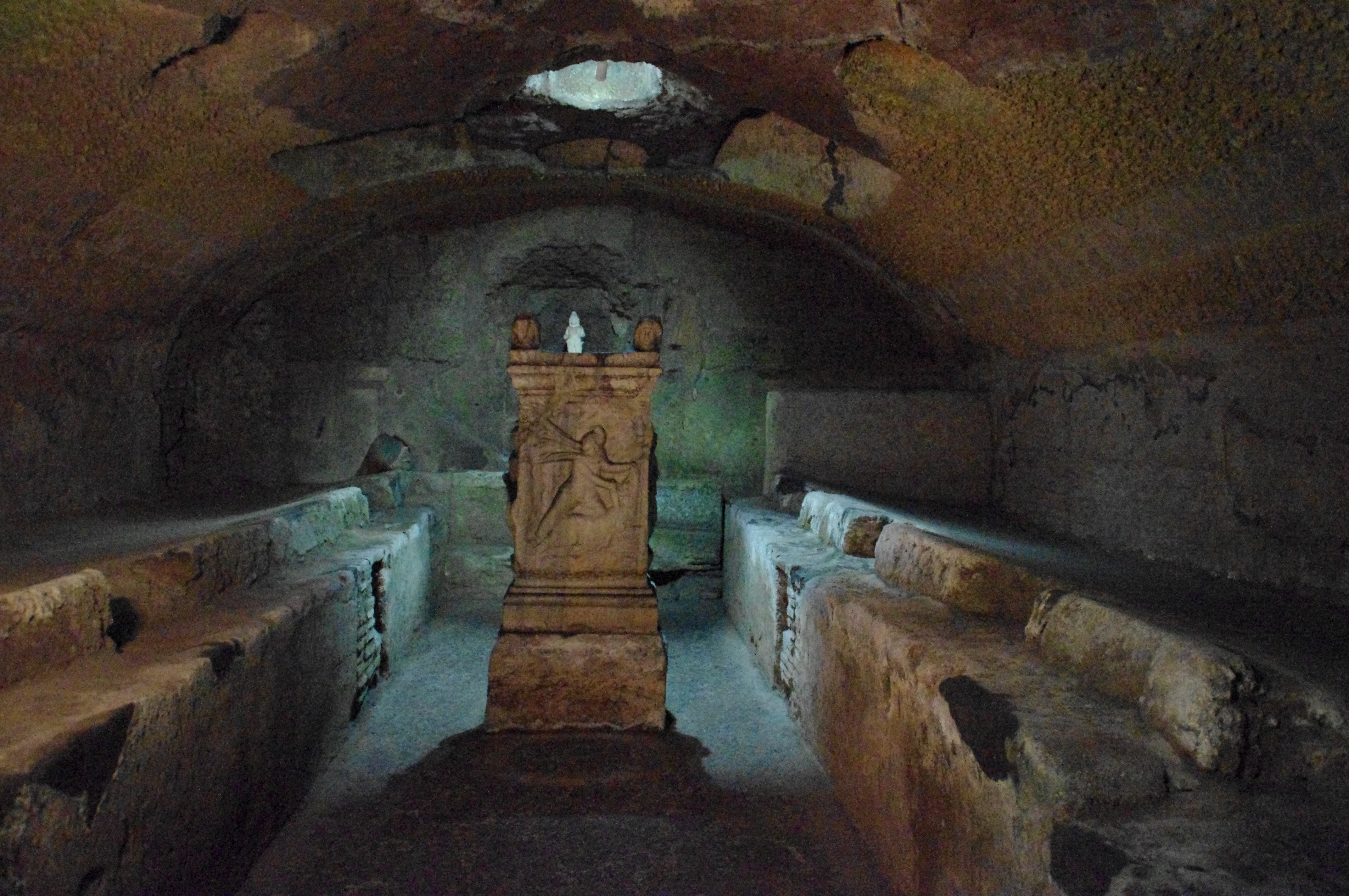
Altar de Mitra, al soterrani,.

La casa va ser en origen propietat d'un cònsol i màrtir romà, Tit Flavi Climent, que va ser un dels primers senadors romans a convertir-se al cristianisme. Va permetre que la seva casa s'usés com a lloc de reunió secret per als seus companys cristians, estant en aquells dies prohibida aquesta religió.
Hi ha evidència d'un culte pagà en el lloc. Al segle II membres d'un culte mitraïsta van construir un petit temple dedicat a Mitra en una insula o complex d'apartaments, en el lloc. Aquest temple, usat per a rituals d'iniciació, va durar fins al voltant de finals del segle III.

### La primera basílica
Les excavacions dels anys 1860 van revelar la primera basílica oblidada que subjeu a la medieval. A la fi del segle IV o principis del V, després que el cristianisme es convertís en la religió oficial de Roma, la petita església va sofrir una ampliació, adquirint la insula veïna i altres edificis propers; els arquitectes van començar a treballar en el complex d'habitacions i patis, construint una nau central sobre el lloc de l'església precedent, i un absis sobre l'anterior mitreu. La nova església estava dedicada al papa Climent I, un cristià convers del segle I i contemporani de Tit Flavi Climent. Es van emprendre restauracions al segle IX i cap a 1080-99.
A part dels de Santa Maria Antiqua, la més àmplia col·lecció de pintures murals de principis de l'edat mitjana són les que es troben en la basílica inferior de Sant Climent. Durant els segles següents, Sant Climent es va convertir en un «far» per als artistes i escultors d'esglésies, beneficiant-se de la generositat de l'Imperi Romà d'Orient. Actualment, és una de les esglésies de Roma més ricament decorades.
L'últim gran esdeveniment ocorregut en la basílica inferior va ser l'elecció en 1099 del cardenal Rainerius de Sant Climent com a papa Pasqual II.

### La segona basílica
L'actual basílica va ser reconstruïda en una campanya pel cardenal Anastasius, h. 1099-h. 1120, després que l'església original anés cremada fins als fonaments durant el saqueig normand de la ciutat amb Roberto Guiscardo en 1084.
Els dominics irlandesos s'han fet càrrec de Sant Climent des de 1667, quan Anglaterra va prohibir l'església catòlica irlandesa i va expulsar a tot el clergat. El papa Urbà VIII els va donar refugi en Sant Climent, on han romàs, portant una residència per a sacerdots estudiant i ensenyant a Roma. Els propis dominics van dur a terme les excavacions dels anys 1950 en col·laboració amb estudiants d'arqueologia italians.
Sobre una paret al pati hi ha una placa fixada pel papa Climent XI, que lloa a Sant Climent, declarant, «Aquesta antiga església ha suportat els estralls de segles». Climent va emprendre restauracions de la venerable estructura, que ell va trobar dilapidada. Va seleccionar a Carlo Stefano Fontana, nebot de Carlo Fontana com a arquitecte, qui va erigir una nova façana, completada en 1719. Els sostres tallats i daurats de la nau central i els passadissos laterals, emplenats amb pintures, daten d'aquesta època, així com els frescs.
En una capella lateral hi ha un santuari amb la tomba de Sant Cirilo dels Santos Ciril i Metodi els qui van crear l'alfabet glagolític i van cristianitzar als eslaus. El papa Joan Pau II solia resar aquí de vegades per Polònia i els països eslaus  Arxivat 2008-09-24 a Wayback Machine.. La capella també alberga una Verge de Sassoferrato.
L'actual cardenal sacerdot del Titulus S. Clementi és Adrianus Johannes Simonis, arquebisbe emèrit d'Utrecht en els Països Baixos. El papa Pascual II (1076-1099) va ser un dels qui prèviament van exercir el titulus.

## El títol cardenalici
El títol cardenalici de San Clemente va ser mencionat per primera vegada per sant Jeroni a la seva "Vida de Sant Climent" que apareix al. Segons el catàleg de Pietro Mallio, compost sota el pontificat del Papa Alexandre III, estava lligat a la basílica de Santa Maria la Major, i els seus preveres hi celebraven la missa per torn.

### Titulars
- Renato (492 - abans del 494)
- Pietro (494 - abans del 499)
- Urbico (499 - ?)
- Mercurio (abans del 532 - 532)
- Mercurio Joviano (o Giovane) (537 - ?)
- Specio (o Specioso) (590 - ?)
- Candido (590)
- Gregorio seniore (731 - abans del 745)
- Gregorio iuniore (745 ? - ?)
- Gregorio (746 ? - ?)
- Sergio (853 - ?)
- Giovanni (993 - abans del 1012)
- Sebastiano (1012 - vers 1021)
- Roberto (1021 - vers 1029)
- Benedetto (vers 1029 - abans del 1049)
- Hugues Le Blanc, O.S.B., citat com Candido Bianco (1049 - 1061)
- Romano (1061 - 1063)
- Pietro Orsini (1070 - vers 1073)
- Ranierio Raineri, C.R.L. (1073 - 1078)
- Gianroberto Capizucchi (1088- vers 1095)
- Anastasio seniore (vers 1095 - vers 1097)
- Raniero (o Rainaldo) (vers 1097 - vers 1101)
- Ascanio (o Arnaldo, o Renaldo) (1105- vers 1112)
- Anastasio iuniore (1112 - 1125)
- Luigi Lucidi (1120 ? - ?)
- Uberto Ratta (o Rossi Lanfranchi) (1125 - vers 1138)
- Lucio Boezio, O.S.B. (1138 - vers 1144)
- Bernard, Can. Reg. de S. Frediano (1145 - 1158)
  - Errico (1161), pseudocardenal de l'Antipapa Víctor IV
  - Opizo (1167), pseudocardenal de l'Antipapa Pasqual III
- Vernavero (o Vernaverius, o Verraverio) (1170 - vers 1178)
- Ugo Pierleoni (1178 - vers 1183)
- Pietro Orsini (1188)
- Giovanni da Viterbo (1189 - 1199)
- Guillaume de Ferrières (1294 - 1295)
- Giacomo Tomasi Caetani O.Min. (1295 - 1300)
- Bernard de Garves (1316 - 1328)
- Pierre Bertrand (20 de desembre de 1331 - 23 de juny de 1349 mort)
- Gil Álvarez de Albornoz, C.R.S.A. (17 de desembre de 1350 - de desembre de 1356 nomenat cardenal bisbe de Sabina)
- Guillaume de la Jugée (o Jugie) (1368 - 1394)
- Pierre de la Jugée (o Jugie), O.S.B. (20 de desembre de 1375 - 19 de novembre de 1376 mort)
- Gérard du Puy, O.S.B. (1377 - 1389), jurà obediencia a l'Antipapa Climent VII el 1378
- Poncello Orsini (1378 - 1395)
  - Jaime de Aragón (1389-1391), pseudocardenal de l'Antipapa Climent VII
  - Berenguer d'Anglesola (21 de desembre de 1397 - 29 de maig de 1406 nomenat cardenal bisbe de Porto e Santa Rufina), pseudocardenal dell'Antipapa Benet XIII
- Gabriele Condulmer (o Condulmaro, o Condulmerio), C.R.S.A. (9 de maig de 1408 - 1426 nomenat cardenal prevere de Santa Maria in Trastevere)
- Branda Castiglioni (6 de juny de 1411 - 14 de març de 1431 nomenat cardenal bisbe de Porto e Santa Rufina)
- Hugues de Lusignan (11 de març de 1431 - 20 d'abril de 1431 nomenat cardenal bisbe de Palestrina)
- Francesco Condulmer (19 de setembre de 1431 - d'abril de 1445 nomenat cardenal bisbe de Porto e Santa Rufina)
- Enrico Rampini de' Sant'Allosio (16 de desembre de 1446 - 4 de juliol de 1450 mort)
- Vacante (1450 - 1456)
- Giovanni Castiglione (9 de març de 1457 - 14 d'abril de 1460 mort)
- Bartolomeo Roverella (30 de gener de 1462 - 2 de maig de 1476 mort)
- Antonio Jacopo Venier (3 de desembre de 1476 - 3 d'agost de 1479 mort)
- Domenico della Rovere (13 d'agost de 1479 - 22 d'abril de 1501 mort)
- Jaime Serra i Cau (28 de juny de 1502 - 20 de gener de 1511 nomenat cardenal bisbe de Albano)
- Francesco Argentino (17 de març de 1511 - 23 d'agost de 1511 mort)
- Vacante (1511 - 1517)
- Giulio de' Medici (26 de juny de 1517 - 6 de juliol de 1517 nomenat cardenal prevere de San Lorenzo in Damaso)
- Luigi de' Rossi (6 de juliol de 1517 - 20 d'agost de 1519 mort)
- Domenico Giacobazzi (o Giacobacci, o Jacobatii) (20 d'agost de 1519 - 1527 mort)
- Andrea Matteo Palmieri (21 de novembre de 1527 - 20 de gener de 1537 mort)
- Girolamo Ghinucci (o Ginucci) (25 de gener de 1537 - 3 de juliol de 1541 mort)
- Gian Pietro Carafa (6 de juliol de 1541 - 24 de setembre de 1543 nomenat cardenal prevere de Santa Maria in Trastevere)
- Rodolfo Pio de Carpi (24 de setembre de 1543 - 17 d'octubre de 1544 nomenat cardenal prevere de Santa Maria in Trastevere)
- Pietro Bembo, O.S.Io.Hieros. (17 d'octubre de 1544 - 19 de gener de 1547 mort)
- Juan Álvarez y Alva de Toledo, O.P. (24 de gener de 1547 - 4 de desembre de 1551 renuncià)
- Giovanni Battista Cicala (o Cicada) (4 de desembre de 1551 - 30 d'abril de 1565 nomenat cardenal bisbe de Sabina)
- Giovanni Antonio Capizucchi (7 de novembre de 1565 - 28 de gener de 1569 mort)
- Luigi Cornaro (9 de febrer de 1569 - 9 de juny de 1570 nomenat cardenal prevere de San Marco)
- Giovanni Antonio Serbelloni (9 de juny de 1570 - 3 de juliol de 1570 nomenat cardenal prevere pro illa vice di Sant'Angelo in Pescheria)
- Stanislao Osio (3 de juliol de 1570 - 9 de juliol de 1578 nomenat cardenal prevere de San Pietro in Vincoli)
- Giovanni Francesco Gambara (9 de juliol de 1578 - 17 d'agost de 1579 nomenat cardenal prevere de Santa Maria in Trastevere)
- Marco Sittico Altemps (17 d'agost de 1579 - 5 de desembre de 1580 nomenat cardenal prevere de Santa Maria in Trastevere)
- Alfonso Gesualdo (5 de desembre de 1580 - 4 de març de 1583 nomenat cardenal bisbe de Albano)
- Prospero Santacroce (4 de març de 1583 - 2 de març de 1589 nomenat cardenal bisbe de Albano)
- Vincenzo Laureo (2 de març de 1589 - 17 de desembre de 1592 mort)
- Flaminio Piatti (15 de març de 1593 - 10 de juny de 1596 nomenat cardenal prevere de Sant'Onofrio)
- Giovanni Francesco Biandrate di San Giorgio Aldobrandini (21 de juny de 1596 - 16 de juliol de 1605 mort)
- Carlo Conti (17 d'agost de 1605 - 7 de gener de 1613 nomenat cardenal prevere de Santa Prisca)
- Jean de Bonsi (20 de juliol de 1615 - 3 de març de 1621 nomenat cardenal prevere de Sant'Eusebio)
- Desiderio Scaglia, O.P. (3 de març de 1621 - 9 de febrer de 1626 nomenat cardenal prevere dels Santi XII Apostoli)
- Giovanni Domenico Spinola (9 de febrer de 1626 - 30 d'abril de 1629 nomenat cardenal prevere de Santa Cecilia)
- Vacante (1629 - 1637)
- Marcantonio Franciotti (17 d'agost de 1637 - 19 de desembre de 1639 nomenat cardenal prevere de Santa Maria della Pace)
- Vincenzo Maculani, O.P. (10 de febrer de 1642 - 16 de febrer de 1667 mort)
- Innico Caracciolo (18 de juliol de 1667 - 30 de gener de 1685 mort)
- Vacante (1685 - 1690)
- Ferdinando d'Adda (10 d'abril de 1690 - 2 de gener de 1696 nomenat cardenal prevere de Santa Balbina)
- Tommaso Maria Ferrari, O.P. (2 de gener de 1696 - 20 d'agost de 1716 mort)
- Vacante (1716 - 1722)
- Annibale Albani (6 de juliol de 1722 - 24 de juliol de 1730); in commendam (24 de juliol de 1730 - 21 d'octubre de 1751 mort)
- Cosimo Imperiali (10 de desembre de 1753 - 1759 renuncià)
- Giovanni Francesco Albani (12 de febrer de 1759 - 21 de juliol de 1760 nomenat cardenal bisbe de Sabina)
- Carlo Rezzonico (24 de gener de 1763 - 14 de desembre de 1772 nomenat cardenal prevere de San Marco)
- Francesco Carafa della Spina di Traetto (26 d'abril de 1773 - 15 de setembre de 1788 nomenat cardenal prevere de San Lorenzo in Lucina)
- Stefano Borgia (3 d'agost de 1789 - 23 de novembre de 1804 mort)
- Vacante (1804 - 1816)
- Benedetto Naro (8 de març de 1816 - 6 d'octubre de 1832 mort)
- Benedetto Cappelletti (2 de juliol de 1832 - 15 de maig de 1834 mort)
- Francesco Canali (1 d'agost de 1834 - 11 d'abril de 1835 mort)
- Pietro Ostini (21 de novembre de 1836 - 3 d'abril de 1843 nomenat cardenal bisbe de Sabina)
- Antonio Maria Cadolini, B. (22 de juny de 1843 - 1 d'agost de 1851 mort)
- Domenico Lucciardi (18 de març de 1852 - 13 de març de 1864 mort)
- Henri-Marie-Gaston Boisnormand de Bonnechose (22 de setembre de 1864 - 28 d'octubre de 1883 mort)
- Guglielmo Sanfelice d'Acquavella, O.S.B. (27 de març de 1884 - 3 de gener de 1897 mort)
- Guillaume-Marie-Romain Sourrieu (24 de març de 1898 - 16 de juny de 1899 mort)
- Gennaro Portanova (22 de juny de 1899 - 25 d'abril de 1908 mort)
- William Henry O'Connell (30 de novembre de 1911 - 22 d'abril de 1944 mort)
- Johannes de Jong (18 de febrer de 1946 - 8 de setembre de 1955 mort)
- John Joseph Glennon (22 de febrer de 1946 - 9 de març de 1946 mort)
- Amleto Giovanni Cicognani (18 de desembre de 1958 - 23 de maig de 1962 nomenat cardenal bisbe de Frascati)
- Lawrence Joseph Shehan (22 de febrer de 1965 - 26 d'agost de 1984 mort)
- Adrianus Johannes Simonis, des del 25 de maig de 1985- 2 de setembre de 2020 mort)
- Arrigo Miglio, des del 27 d'agost de 2022